# Municipiul Chișinău
Municipiul Chișinău este o unitate administrativ-teritorială de nivelul al doilea din Republica Moldova. Aceasta include în componența sa capitala țării, propriu-zis Chișinău, plus 6 orașe și 28 de sate din imediata vecinătate (suburbii) ale orașului, cu o suprafață totală de 572 km².
Administrarea publică a municipiului Chișinău se realizează de către Consiliul municipal Chișinău, consiliile orășenești și sătești (comunale), ca autorități reprezentative și deliberative, și de către Primarul general al municipiului, primarii orașelor, satelor (comunelor), ca autorități reprezentative și executive.

## Conducere

### Primar
Primarul general este autoritatea reprezentativă și executivă a consiliului municipal, ales prin vot universal, egal, direct, secret și liber exprimat. Este și șef al administrației publice municipale. Primarul general poate participa la ședințele consiliului municipal și are dreptul să se pronunțe asupra tuturor problemelor supuse dezbaterii.

### Pretor
Pretorul este persoană cu funcție de demnitate publică, numit și eliberat din funcție de către primarul general. El este reprezentant al primarului general în fiecare sector și se conduce în activitatea sa de legislația în vigoare, dispozițiile primarului general și regulamentul de organizare și funcționare a preturii. Pretorul este asistat de către vicepretori, care sînt persoane cu funcții de demnitate publică, numiți și eliberați din funcție de către primarul general la propunerea pretorului.

## Demografie
| Recensăminte     | 2004                                 | 2004                                 | 2014                                 | 2014                                 |
| Recensăminte     | Populație                            | % din total                          | Populație                            | % din total                          |
| Orașe            | Orașe                                | Orașe                                | Orașe                                | Orașe                                |
| ---------------- | ------------------------------------ | ------------------------------------ | ------------------------------------ | ------------------------------------ |
| Chișinău         | 589.446                              | 82,76%                               | 532.513                              | 80,34%                               |
| Durlești         | 15.394                               | 2,16%                                | 17.210                               | 2,60%                                |
| Codru            | 14.277                               | 2,00%                                | 15.934                               | 2,40%                                |
| Cricova          | 9.878                                | 1,39%                                | 10.669                               | 1,61%                                |
| Sîngera          | 7.354                                | 1,03%                                | 9.966                                | 1,50%                                |
| Vadul lui Vodă   | 4.559                                | 0,64%                                | 5.295                                | 0,80%                                |
| Vatra            | 3.296                                | 0,46%                                | 3.457                                | 0,52%                                |
| Comune / sate    |                                      |                                      |                                      |                                      |
| com. Trușeni     | 7.952                                | 1,12%                                | 10.380                               | 1,57%                                |
| com. Băcioi      | 10.618                               | 1,49%                                | 10.175                               | 1,54%                                |
| com. Stăuceni[A] | 6.833                                | 0,96%                                | 8.694                                | 1,31%                                |
| com. Bubuieci    | 6.748                                | 0,95%                                | 8.047                                | 1,21%                                |
| com. Grătiești   | 6.242                                | 0,88%                                | 6.183                                | 0,93%                                |
| com. Ciorescu    | 7.096                                | 1,00%                                | 5.961                                | 0,90%                                |
| Ghidighici       | 5.094                                | 0,72%                                | 5.051                                | 0,76%                                |
| com. Budești     | 5.036                                | 0,71%                                | 4.928                                | 0,74%                                |
| Colonița         | 3.340                                | 0,47%                                | 3.367                                | 0,51%                                |
| com. Tohatin     | 2.487                                | 0,35%                                | 2.596                                | 0,39%                                |
| com. Cruzești    | 1.655                                | 0,23%                                | 1.815                                | 0,27%                                |
| Condrița         | 658                                  | 0,09%                                | 595                                  | 0,09%                                |
| Total            | 712.218                              | 712.218                              | 662.836                              | 662.836                              |
| Surse            | Rezultatele recensământului din 2004 | Rezultatele recensământului din 2004 | Rezultatele recensământului din 2014 | Rezultatele recensământului din 2014 |

### Statistici vitale
|      | Născuți | Decedați | Spor natural | Rata natalității (per 1000) | Rata mortalității (per 1000) | Spor natural (per 1000) |
| ---- | ------- | -------- | ------------ | --------------------------- | ---------------------------- | ----------------------- |
| 2004 | 7,504   | 6,331    | 1,173        | 9.6                         | 8.1                          | 1.5                     |
| 2005 | 7,170   | 6,743    | 427          | 9.2                         | 8.7                          | 0.5                     |
| 2006 | 7,250   | 6,367    | 883          | 9.3                         | 8.2                          | 1.1                     |
| 2007 | 7,260   | 6,555    | 705          | 9.3                         | 8.4                          | 0.9                     |
| 2008 | 7,846   | 6,387    | 1,459        | 10.0                        | 8.1                          | 1.9                     |
| 2009 | 7,971   | 6,333    | 1,638        | 10.1                        | 8.1                          | 2.0                     |
| 2010 | 7,964   | 6,388    | 1,576        | 10.1                        | 8.1                          | 2.0                     |
| 2011 | 7,823   | 5,991    | 1,832        | 9.9                         | 7.6                          | 2.3                     |
| 2012 | 7,834   | 6,149    | 1,685        | 9.8                         | 7.7                          | 2.1                     |
| 2013 | 7,219   | 5,996    | 1,223        | 9.0                         | 7.5                          | 1.5                     |
| 2014 | 7,170   | 6,272    | 898          | 8.9                         | 7.8                          | 1.1                     |
| 2015 | 6,845   | 6,433    | 412          | 8.4                         | 7.9                          | 0.5                     |
| 2016 | 6,950   | 6,308    | 642          | 8.6                         | 7.7                          | 0.8                     |
| 2017 | 6,277   | 6,098    | 179          | 7.6                         | 7.4                          | 0.2                     |
| 2018 | 6,413   | 6,341    | 72           | 7.7                         | 7.7                          | 0.0                     |

- Sursă: BNS: Banca de date statistice Moldova / Populația și procesele demografice

## Veziși
- Primăria municipiului Chișinău
- Consiliul municipal Chișinău
- Diviziunile administrative ale Chișinăului
  - Sectoarele municipiului Chișinău
- Istoria Chișinăului
- Demografia Chișinăului

## Legăturiexterne
- Pagina web a Primăriei municipiului Chișinău
- Situația social-economică a municipiului Chișinău Biroul Național de Statistică al Republicii Moldova